# Sphaerolaimus profundus
Sphaerolaimus profundus is een rondwormensoort uit de familie van de Sphaerolaimidae. De wetenschappelijke naam van de soort is voor het eerst geldig gepubliceerd in 1971 door Vitiello.